# Mundo libre
Mundo libre es una expresión  de propaganda utilizada durante la Guerra Fría (1947-1991) para referirse al Bloque Occidental. En términos más generales, también se ha utilizado para referirse a todos los países no comunistas. Tradicionalmente se ha utilizado principalmente para referirse a los países aliados y alineados con los Estados Unidos y aquellos afiliados a organizaciones internacionales como la Organización del Tratado del Atlántico Norte (OTAN) y la Unión Europea (UE). Los críticos señalaron la contradicción entre el uso del término y el hecho de que se aplique a todos los miembros de la OTAN incluso en momentos en que algunos de ellos fueron gobernados por dictaduras militares (Turquía, Grecia, Portugal) así como por diversas dictaduras anticomunistas  aliadas de Estados Unidos.

## Historia del término
La expresión pasó a utilizarse, especialmente a partir del Discurso de Fulton de Winston Churchill, como un verdadero eslogan propagandístico durante la guerra fría (1945-1991) para designar al bloque occidental liderado por los Estados Unidos, calificado, con intenciones peyorativas o admirativas según la perspectiva de quien lo definiera, como capitalista y democrático; enfrentado al bloque oriental liderado por la Unión Soviética, que a su vez era calificado como comunista (se utilizaban las etiquetas socialismo realmente existente, democracias populares, etc.). Paradójicamente, la geoestrategia imponía el hecho de que con el mundo libre se alinearan dictaduras anticomunistas como la España de Franco, el Portugal de Oliveira Salazar o la República Dominicana de Trujillo (que organizó la Feria de la Paz y Confraternidad del Mundo Libre de 1956). Desde la perspectiva del bloque opuesto, y también desde la alternativa del tercermundismo, se interpretaba la propia utilización de la expresión mundo libre como una imposición imperialista de los valores occidentales (imperialismo estadounidense).
Las emisoras de radio Radio Free Europe/ Radio Liberty y la Voice of America («Radio Europa Libre»/«Radio Libertad» y «La Voz de América»), financiadas por los Estados Unidos para que sus emisiones fueran recibidas en el Este de Europa, se utilizaron como mecanismo de propaganda anticomunista durante la guerra fría.
Al presidente de los Estados Unidos se lo suele denominar informalmente como líder del mundo libre.

## Mundo libre y sociedad abierta
Como concepto extendido a la reflexión intelectual (Raymond Aron y otros El Mundo libre en la guerra fría, 1959) se entronca con el concepto de sociedad abierta (original de Henri Bergson y desarrollado por Karl Popper en La sociedad abierta y sus enemigos, 1945) y con los debates en torno al totalitarismo (Hannah Arendt -Los orígenes del totalitarismo-, Erich Fromm -Miedo a la libertad-, etc.)[cita requerida]

## Títulos de obras artísticas y literarias
- En un mundo libre (It's a Free World), película de Ken Loach